# 香港文化博物館
香港文化博物館（英語：Hong Kong Heritage Museum）位於香港新界沙田文林路1號，是由康樂及文化事務署管理的一所綜合性博物館，內容涵蓋歷史、藝術和文化等範疇。博物館耗資超過8億港元興建，2000年12月17日正式對外開放。館內設有12個展覽場館，陳列面積達7,500平方米，於當時為香港最大型的博物館。2009/10年度總參觀人數達到479,000人次。2023年，政府宣佈初期政策，包括將會重置香港文化博物館，把香港科學館搬遷至文化博物館。而文化博物館將會「殺館」，不過遭到反對而作罷。
博物館透過常設展覽館及專題展覽館的多元化展覽及節目，讓參觀者在欣賞文物之餘，還可以參與其中活動，寓學習於消閒。博物館亦出版季度博物館通訊、製作教學資源冊及工作紙，同時也舉辦相關講座、學校節目、親子/兒童活動、劇院節目和導賞服務等，鼓勵不同社群學校參與博物館活動。
香港鐵路博物館及上窰民俗文物館是香港文化博物館的分館。

## 歷史
區域市政局早於1991年2月通過發展其轄區內的博物館服務，並通過於沙田大涌橋臨時房屋區位置興建一所博物館。隨後，館址前身的臨屋區於同年8月15日正式清拆，所有居民遷入廣源邨三期。至1995年2月，博物館的建築工程獲得正式批准，由建築署負責設計及監督，3月16日由時任區域市政局主席張人龍主持奠基。工程於2000年完成，同年8月展開展覽工程，於2000年12月16日由第一任行政長官董建華主持開幕禮，並於翌日正式開放予市民參觀。
香港文化博物館現任總館長是林國輝，歷任的總館長如下：
| 第1任 | 嚴瑞源 |                            |
| 第2任 | 明基全 | 現任古物古蹟辦事處執行秘書 |
| 第3任 | 黃秀蘭 | 現任歷史博物館總館長       |
| 第4任 | 盧秀麗 | 現任古物古蹟辦事處執行秘書 |
| 現任  | 林國輝 |                            |

## 設施

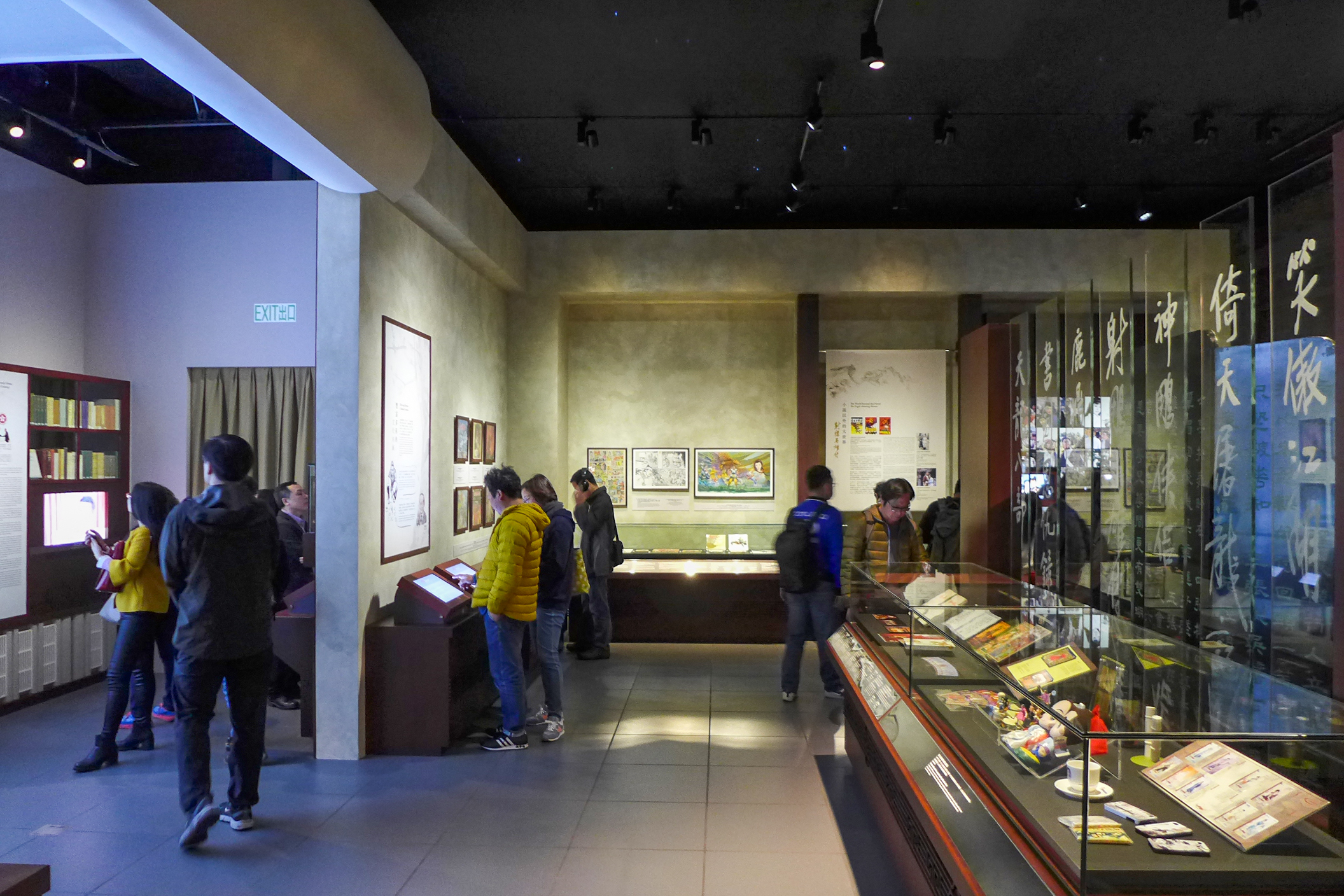
設於地下的金庸館

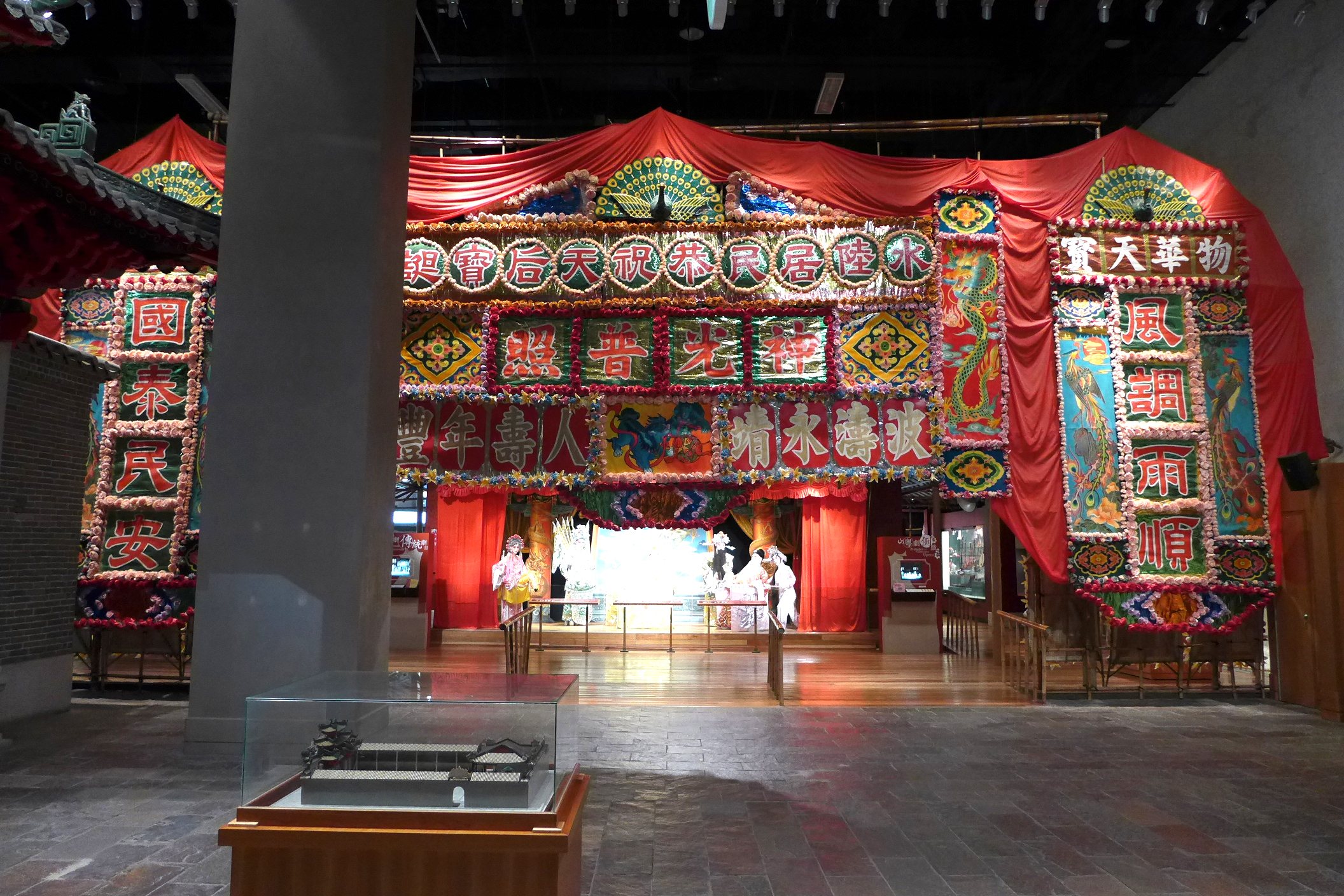
粵劇文物館

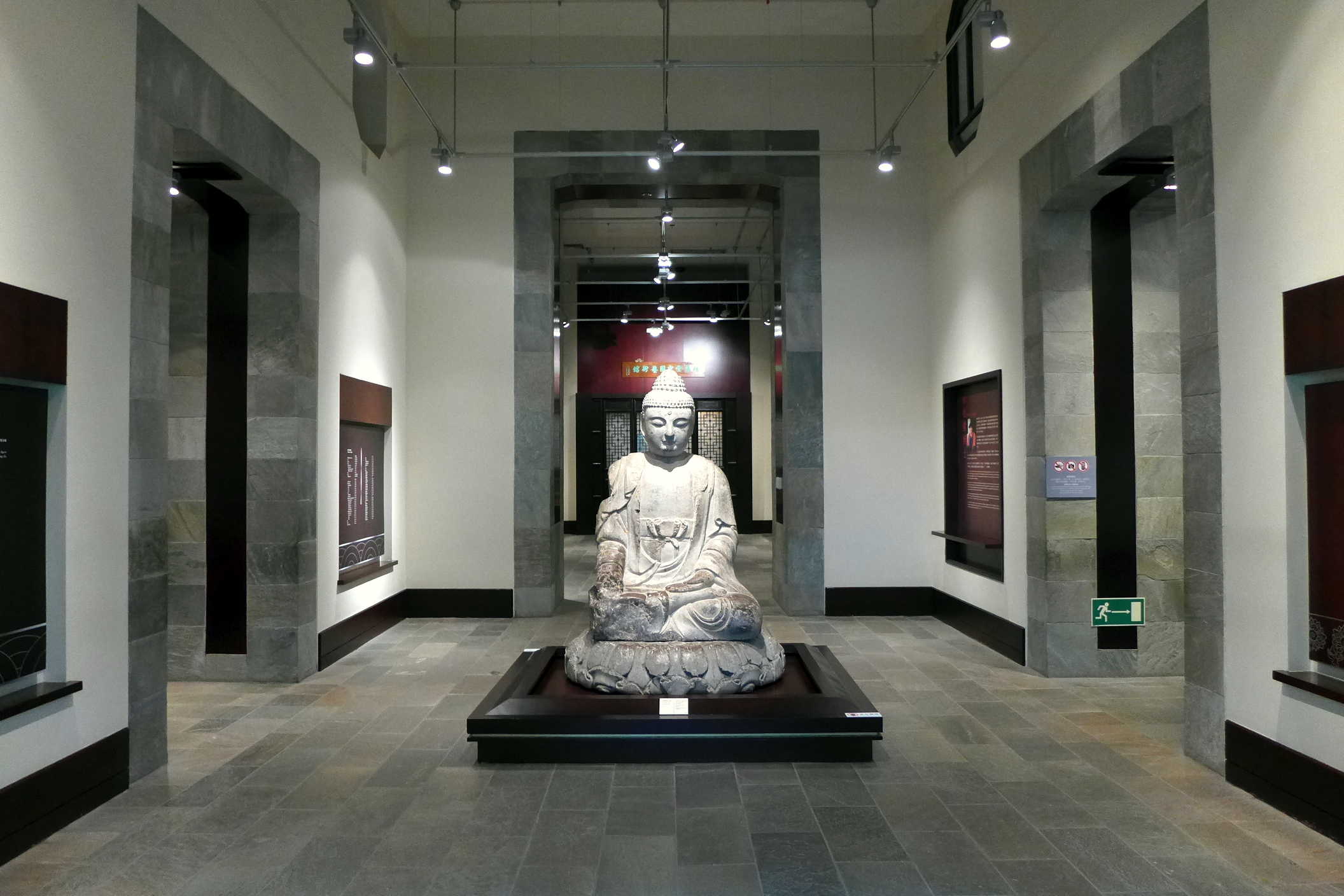
徐展堂中國藝術館

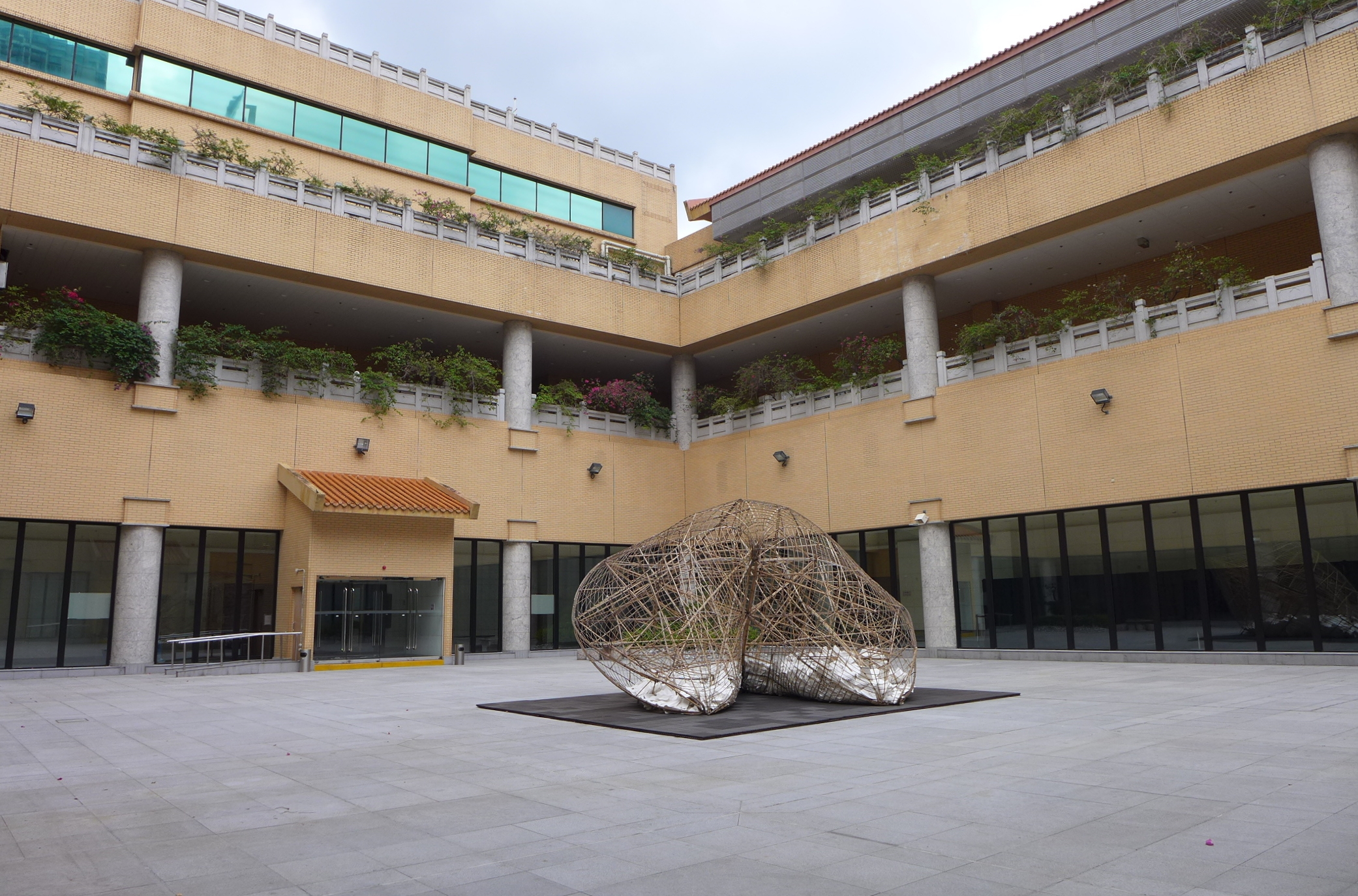
四合院中庭

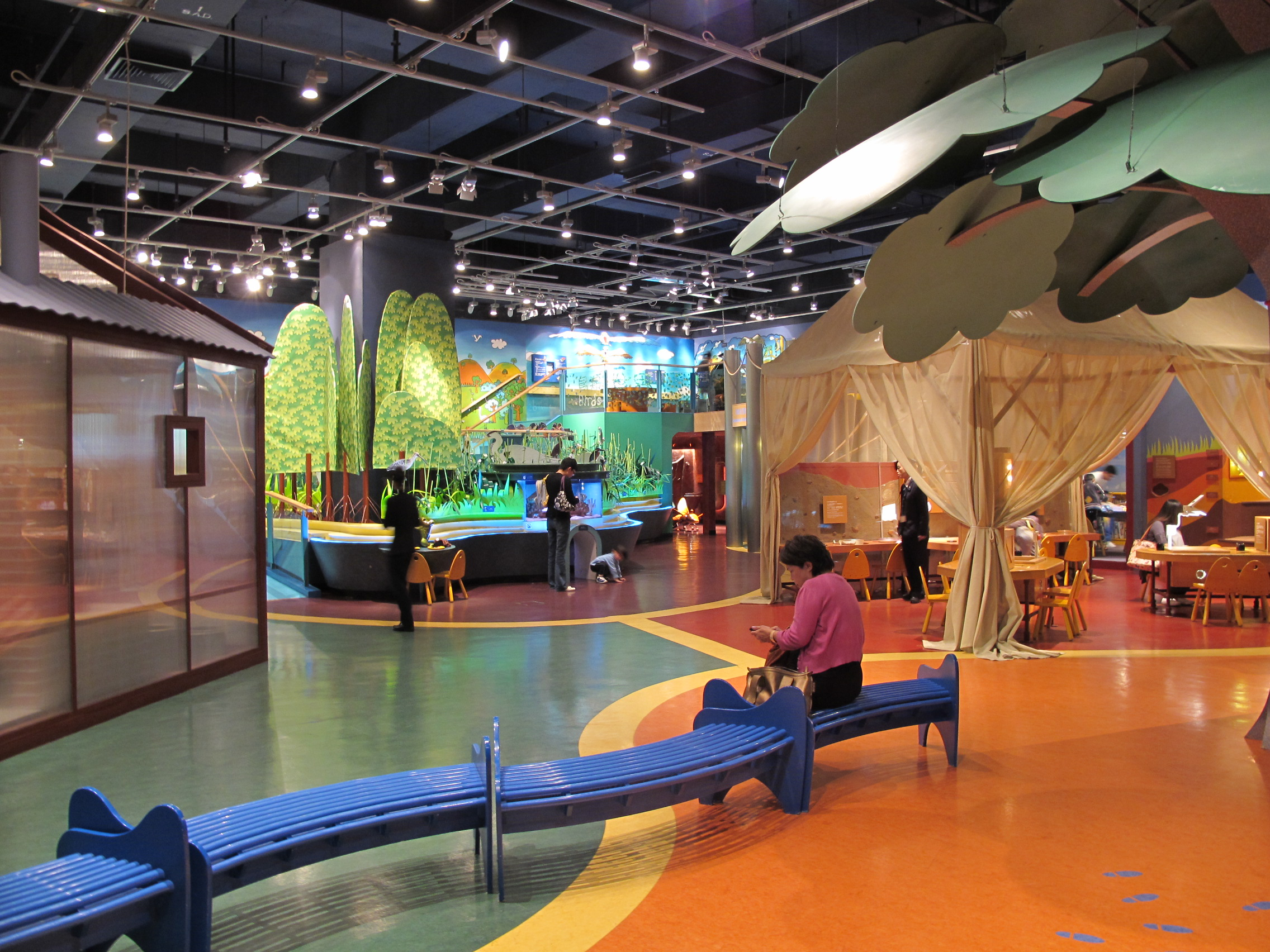
兒童探知館

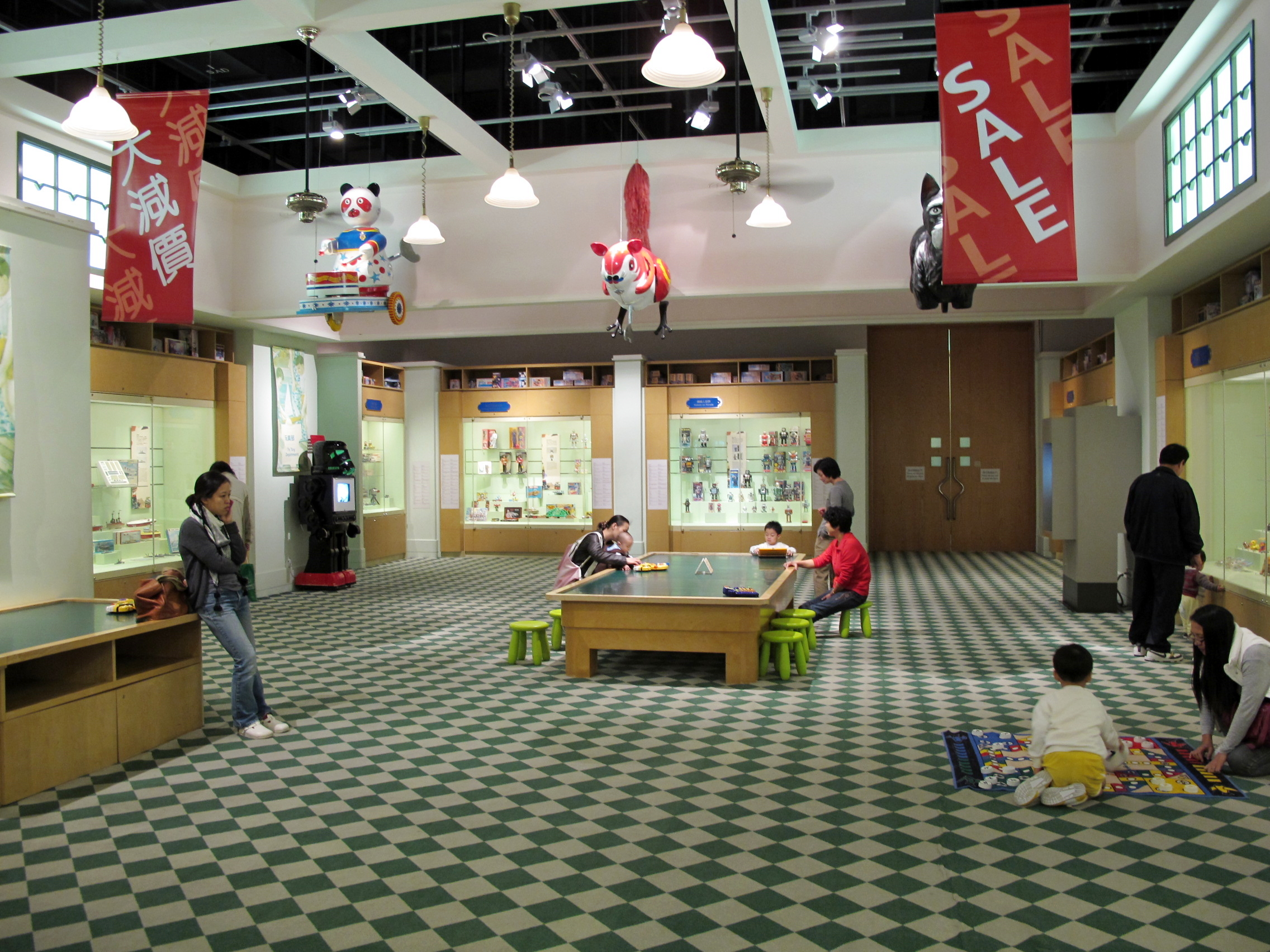
兒童探知館內的「香江童玩」展覽

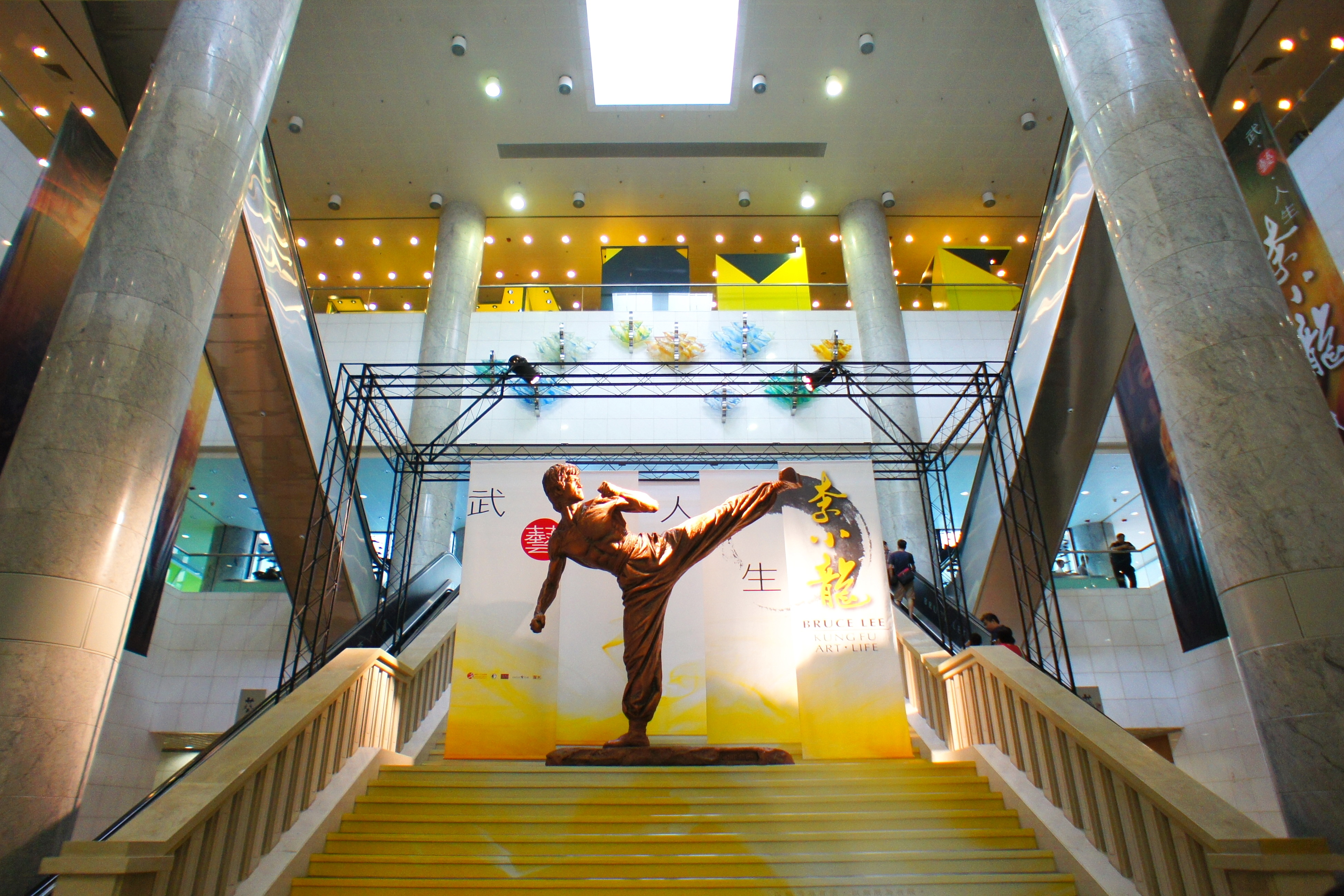
「武‧藝‧人生──李小龍」

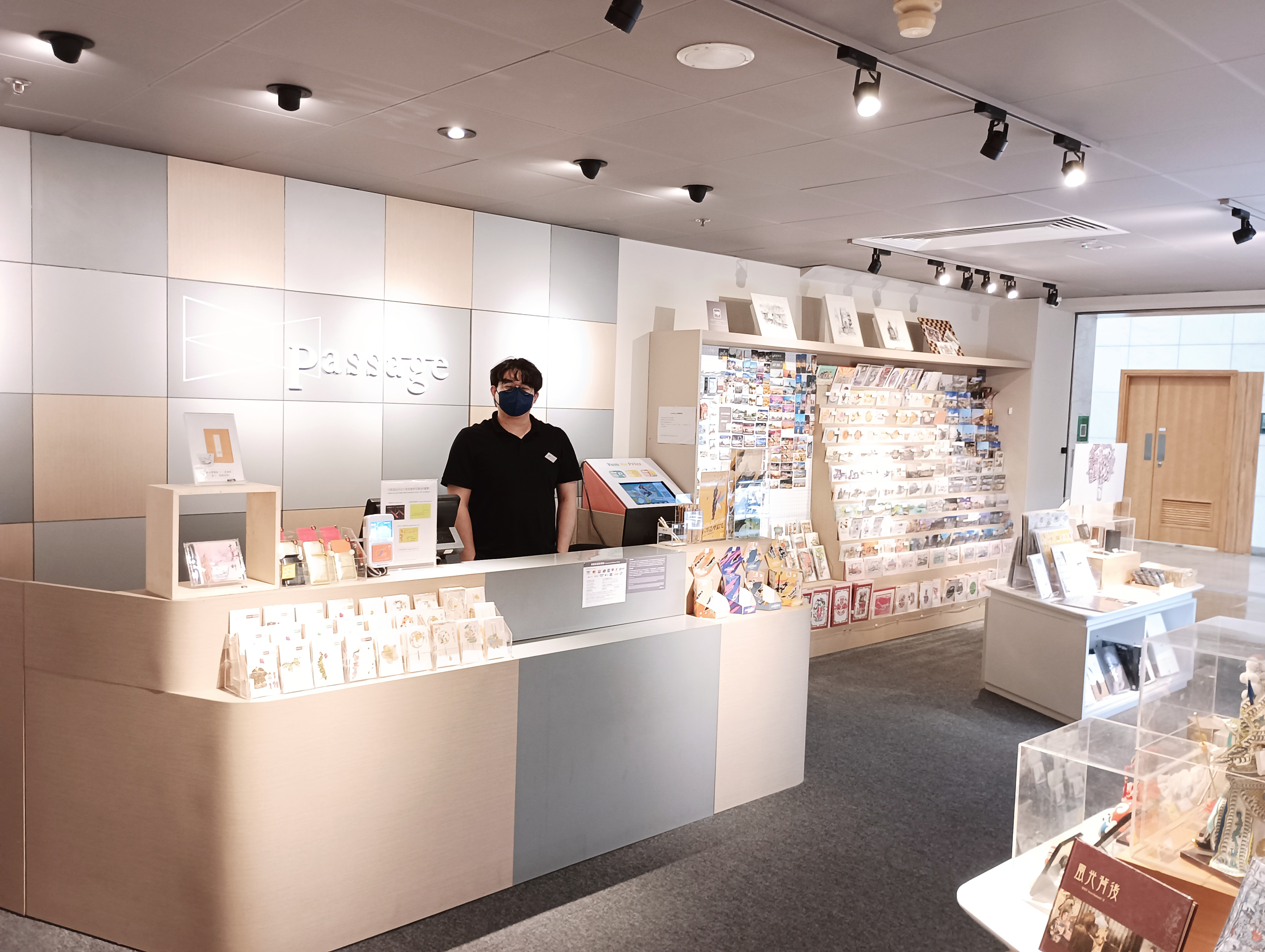
博物館禮品店

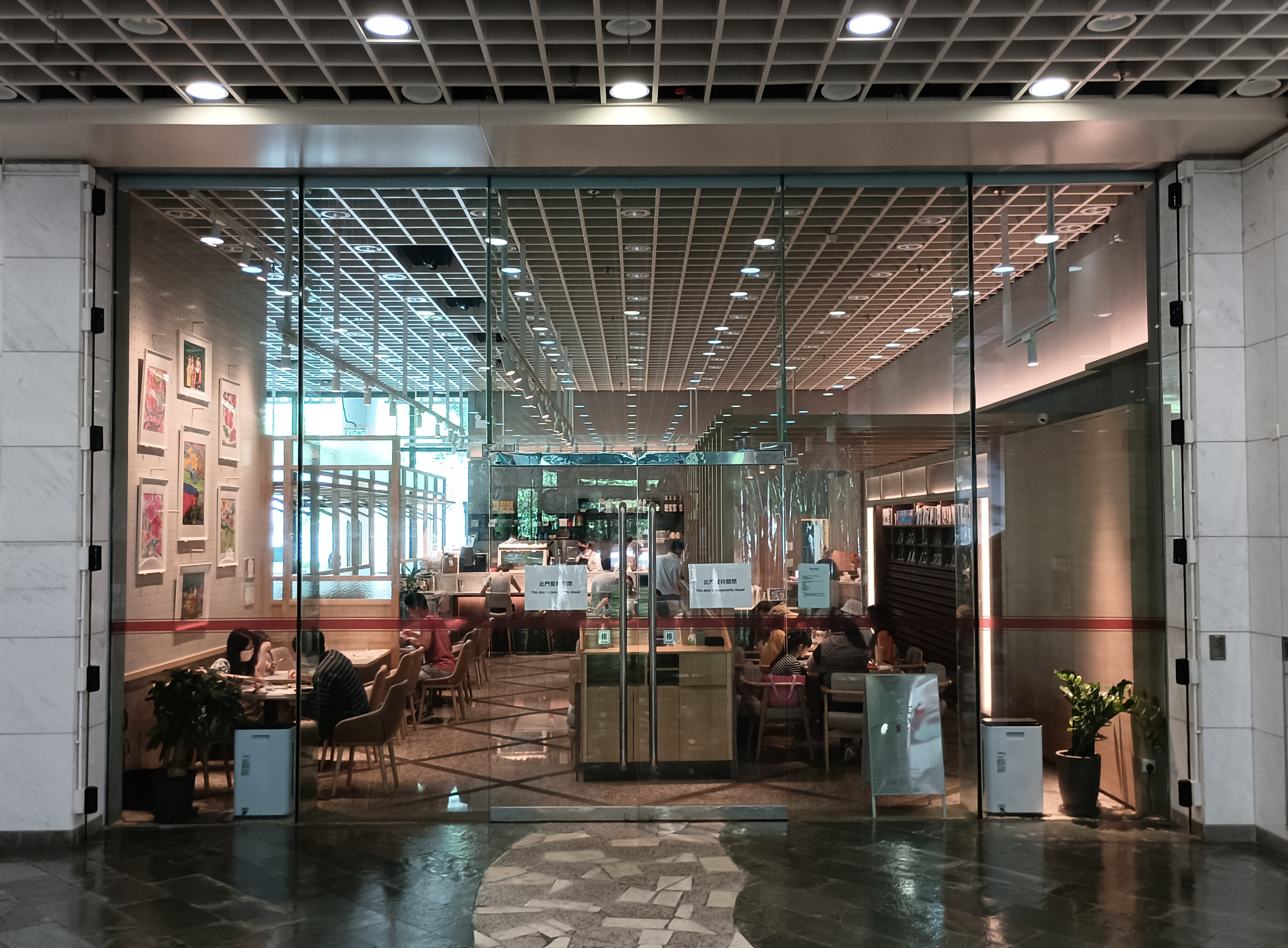
博物館餐廳

博物館開幕時是屬全港規模最大博物館，採用中國傳統的四合院佈局。博物館共設有6個長期展覽廳及6個專題展覽廳、一個可容納400人的劇院、可供租用的演講室及教育活動室，亦設有博物館禮品店及餐廳，讓參觀者購買紀念品、刊物及稍事休息。博物館亦設有私家車及單車停車場。

### 常設展覽廳

#### 地下
- 兒童探知館：介紹自然及文化歷史，包括香江童玩展覽，回顧香港昔日流行玩具。
- 金庸館：於2017年2月28日揭幕，3月1日對外開放，連同其互動節目展區佔地約2500平方呎，透過300多項展品，展示查良鏞博士武俠小說的創作歷程與貢獻。

#### 1樓
- 粵劇文物館：介紹香港粵劇表演及發展，博物館蒐藏的粵劇文物包括昔日名伶的表演用品和服飾。2016年獲李香琴女士捐出其使用過的大戲物品，並設立了以她為名的展覽。
- 趙少昂藝術館：展出趙少昂與其他當代大師作品。
- 瞧潮香港60+：前身為新界文物館，在2021年7月28日開放，展示超過1000件展品，介紹二次世界大戰後至2000年代初香港流行音樂、電影、電視和電台廣播等發展，漫畫和玩具。[5]

#### 2樓
- 徐展堂中國藝術館：展示徐氏藝術基金捐贈的珍貴中國文物及藝術品，如歷代陶瓷、陶塑、青銅器、西藏珍品等文物。
- 李小龍展覽：2013年7月20日（即李小龍逝世40周年當日）揭幕，與李小龍基金會聯合籌劃，為期13年至2026年，場地總面積達850平方米。
  - 第一期展覽名為《武．藝．人生——李小龍》，展出李小龍逾600件文物，包括戲服、親筆繪圖和筆記等。場內設有多組特別裝置，包括布置了李小龍5齣經典武術電影的重要場景、模擬李小龍的健身室及書室。展覽亦特設收藏家系列，定期更換和展出來自不同收藏家借出的珍藏[6]。
  - 第二期展覽名為《平凡．不平凡——李小龍》，在2021年11月27日李小龍81歲冥壽當日開幕。展覽展示約400件文物，並使用大量多媒體藝術，參觀者可在光影中感受李小龍的格言，如「動，如水；靜，如鏡；反應，如回聲」（"Moving, be like water; still, be like mirror; respond like an echo."）。同時首次展示《龍爭虎鬥》場景設計原圖和《死亡遊戲》動作場面筆記。不過館方指由於版權問題，場內仍然維持不可拍照。[7]

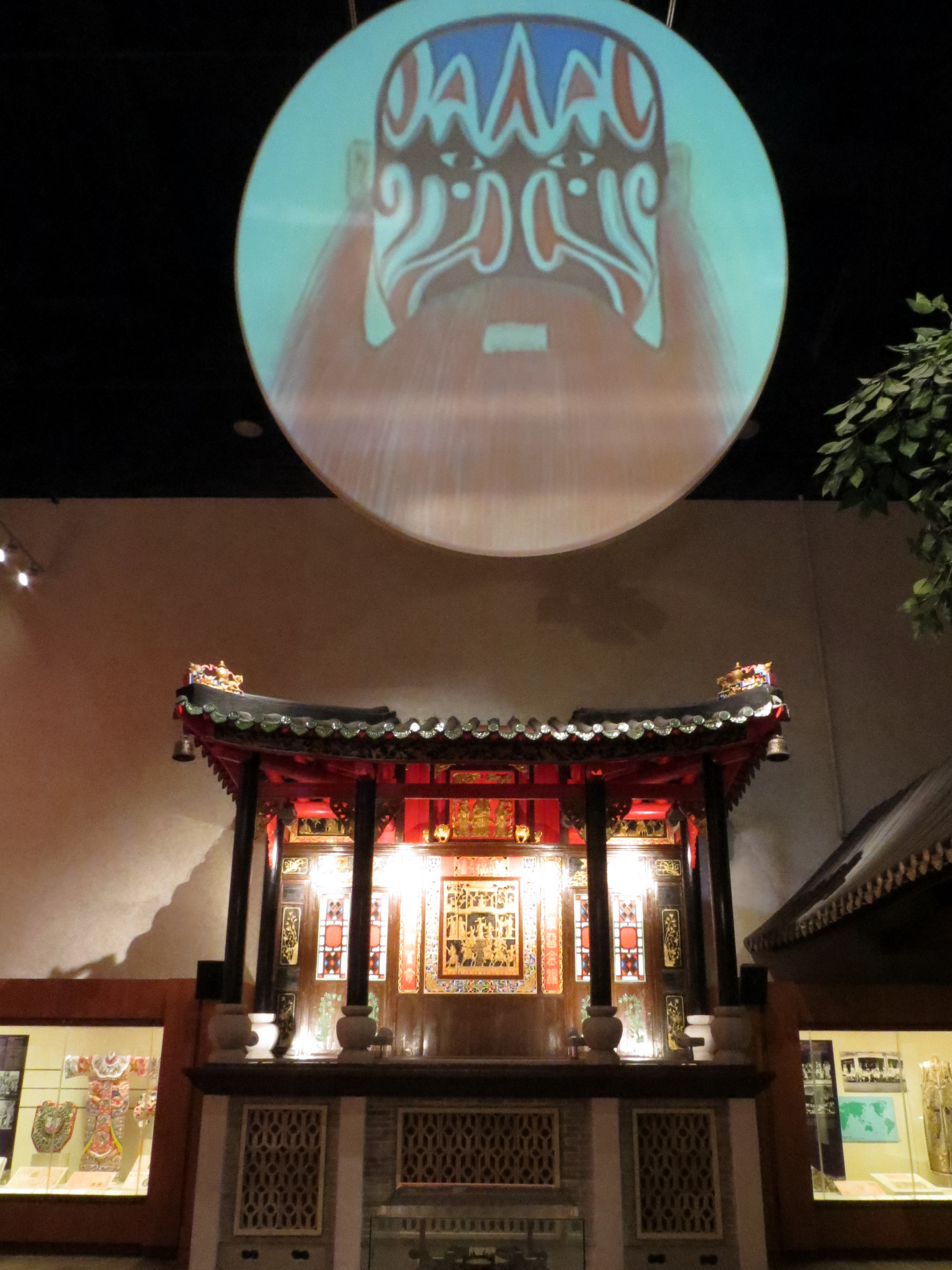
粵劇文物館內的佛山祖廟戲台「萬福台」
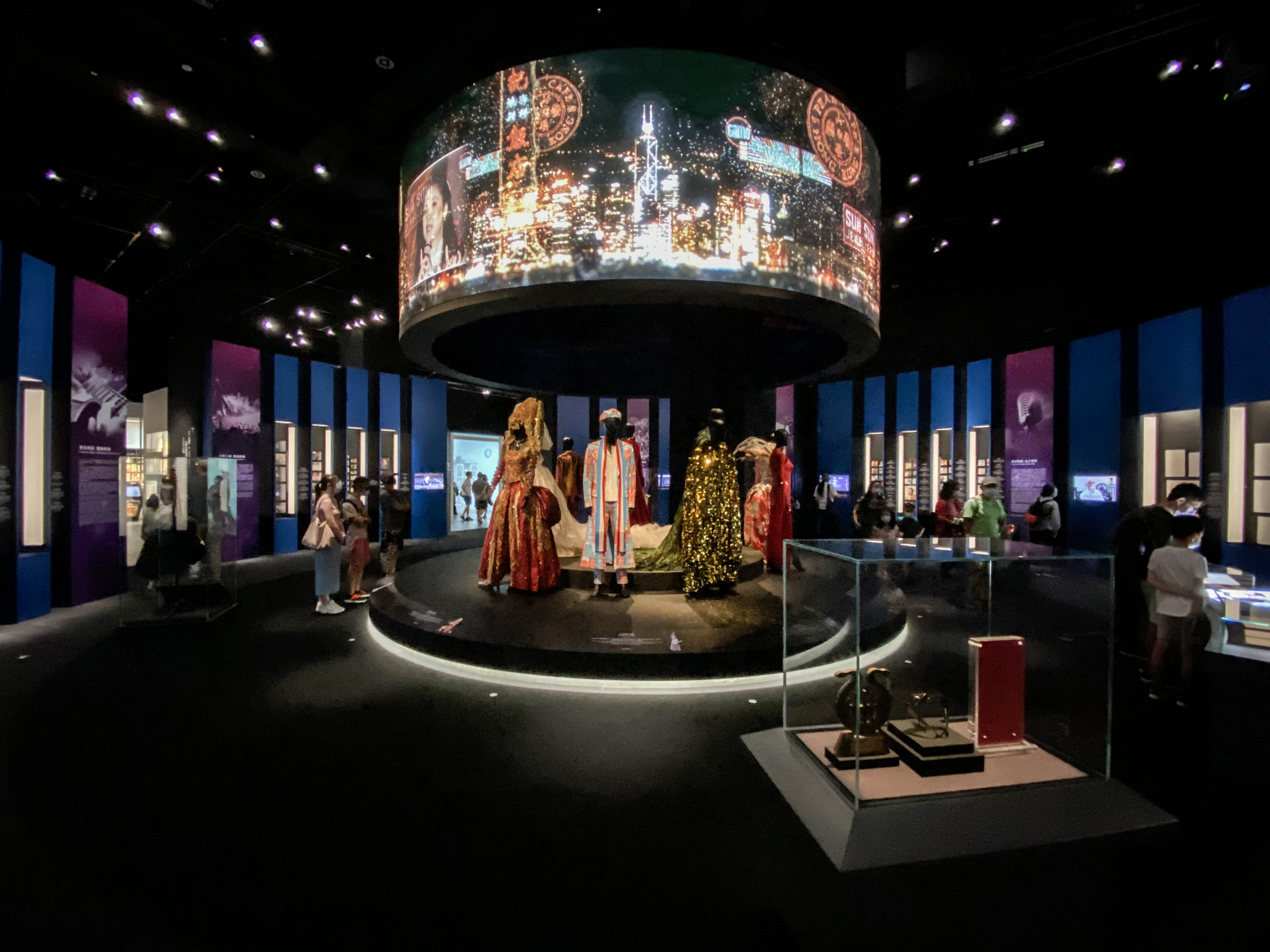
2021年7月28日開放的瞧潮香港60+
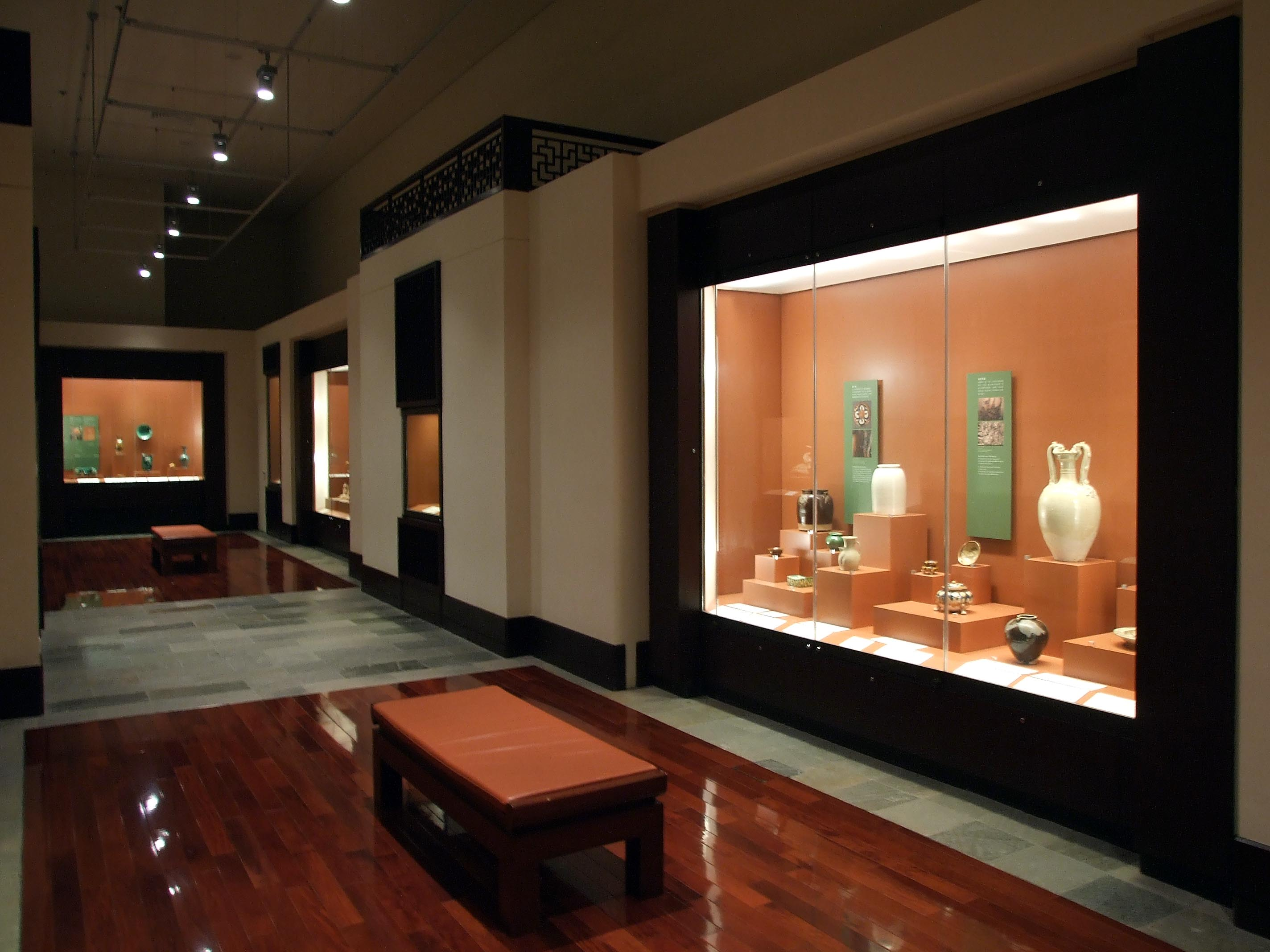
徐展堂中國藝術館內貌
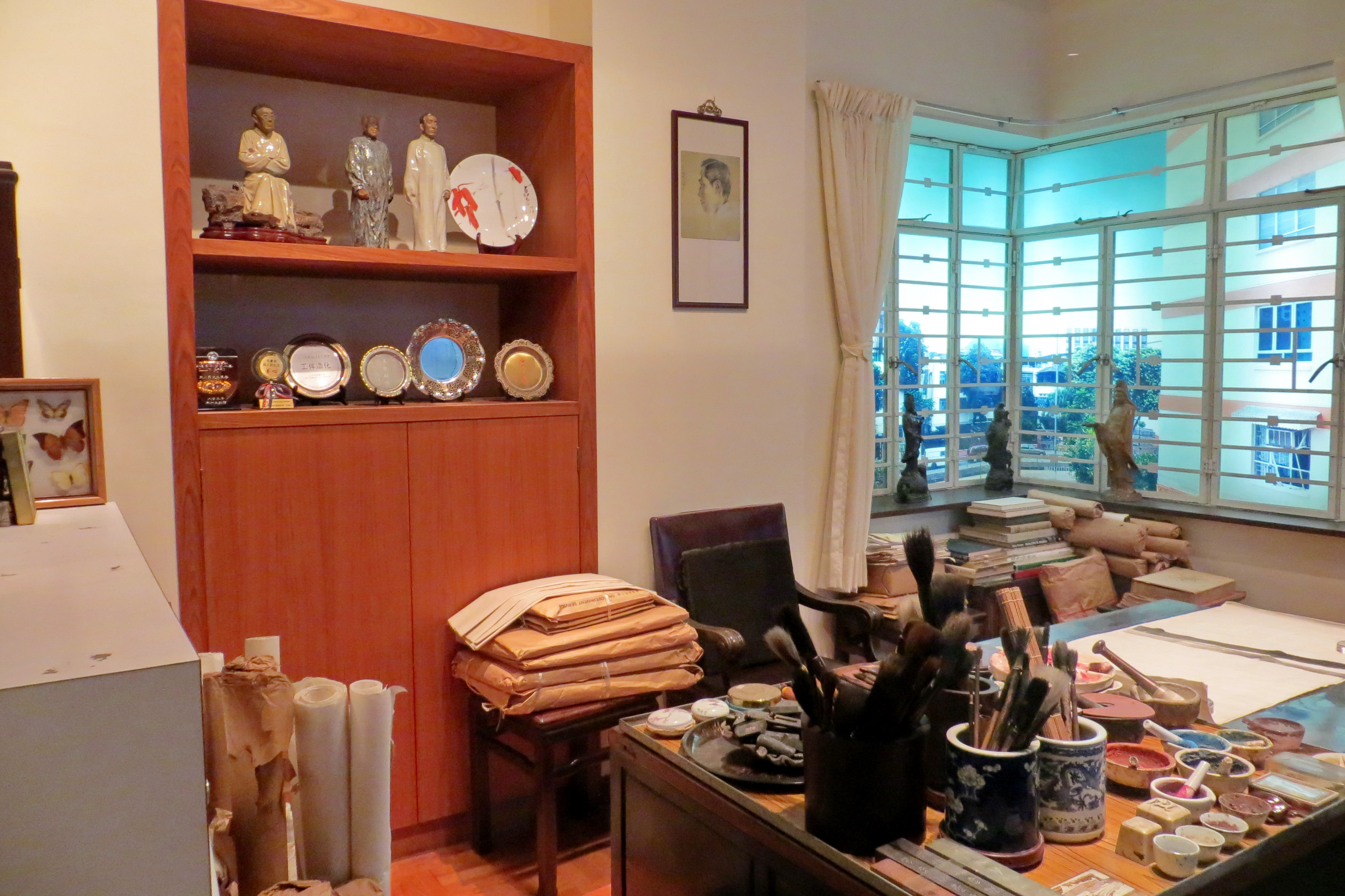
趙少昂藝術館內參照趙氏位於太子道嶺南藝苑畫室「蟬嫣室」舊貌仿設的畫室

### 已关闭的常設展覽廳
- 視聽導賞廳：位於地下，佔地2,000平方呎，透過一套以《文化承傳》為題的短片展現香港的文化特色，細說博物館在保存文化遺產上的角色。導賞廳內亦陳列多項精選文物，可以先睹藏品的精彩部份。導賞廳已於2015年10月暫停開放，改為「金庸館」，原預計2016年12月開幕，已於2017年3月1日向公眾開放。[8]
- 新界文物館：位於1樓，介紹香港新界歷史及文物，館內陳列逾300件新界文物，利用「自然環境」、「史前生活」、「貿易與海防」、「漁家掠影」、「鄉村情貌」、「英國管治」、「舊貌展新顏」及「新里程」時光隧道，追溯自然環境及社會變遷，並展出香港未來建設和發展。該館由2016年6月28日起暫停開放，有部份文物轉放香港歷史博物館。[9]原址籌備「香港文化廳」，以香港流行文化為主題。

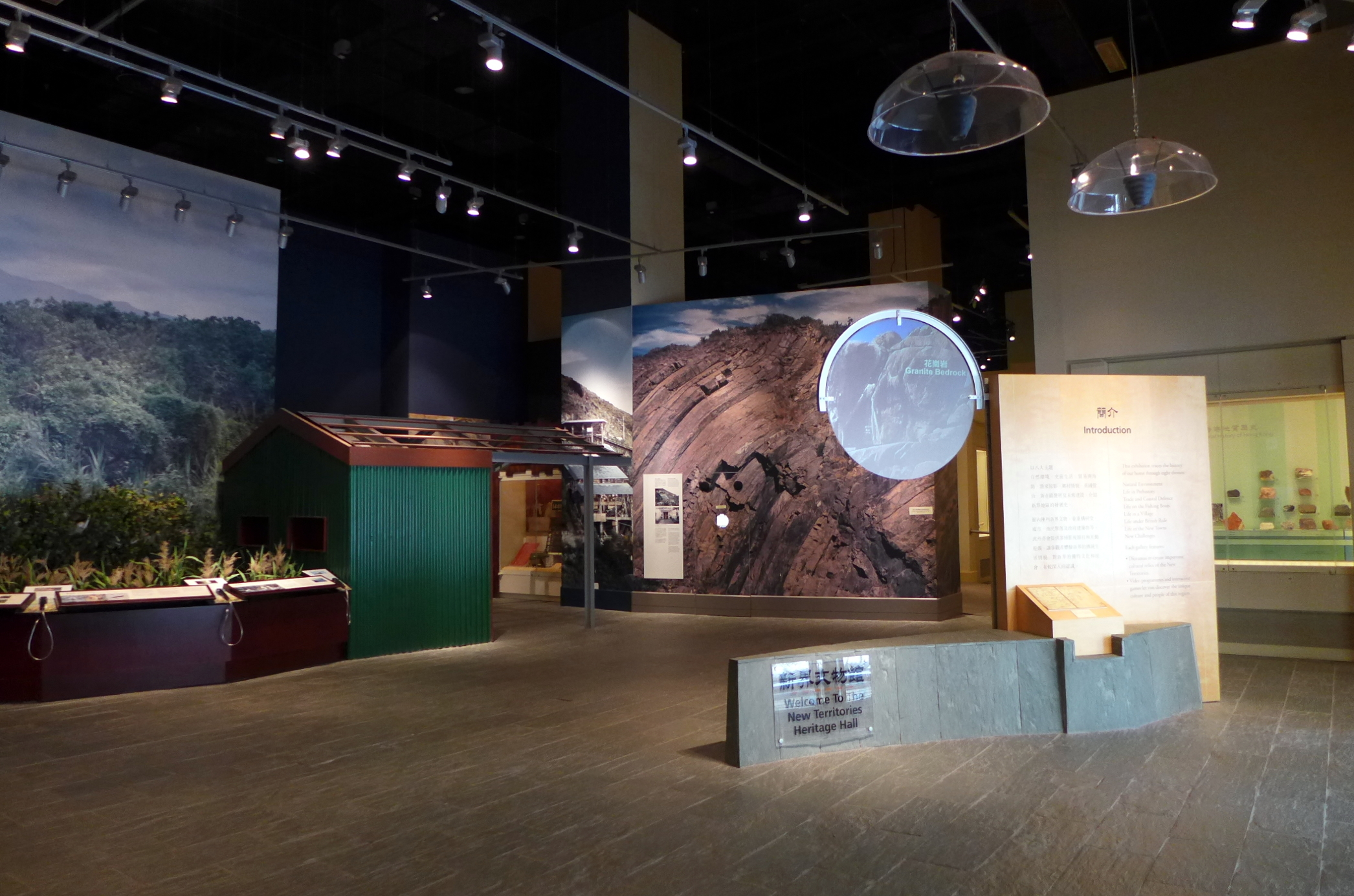
新界文物館入口

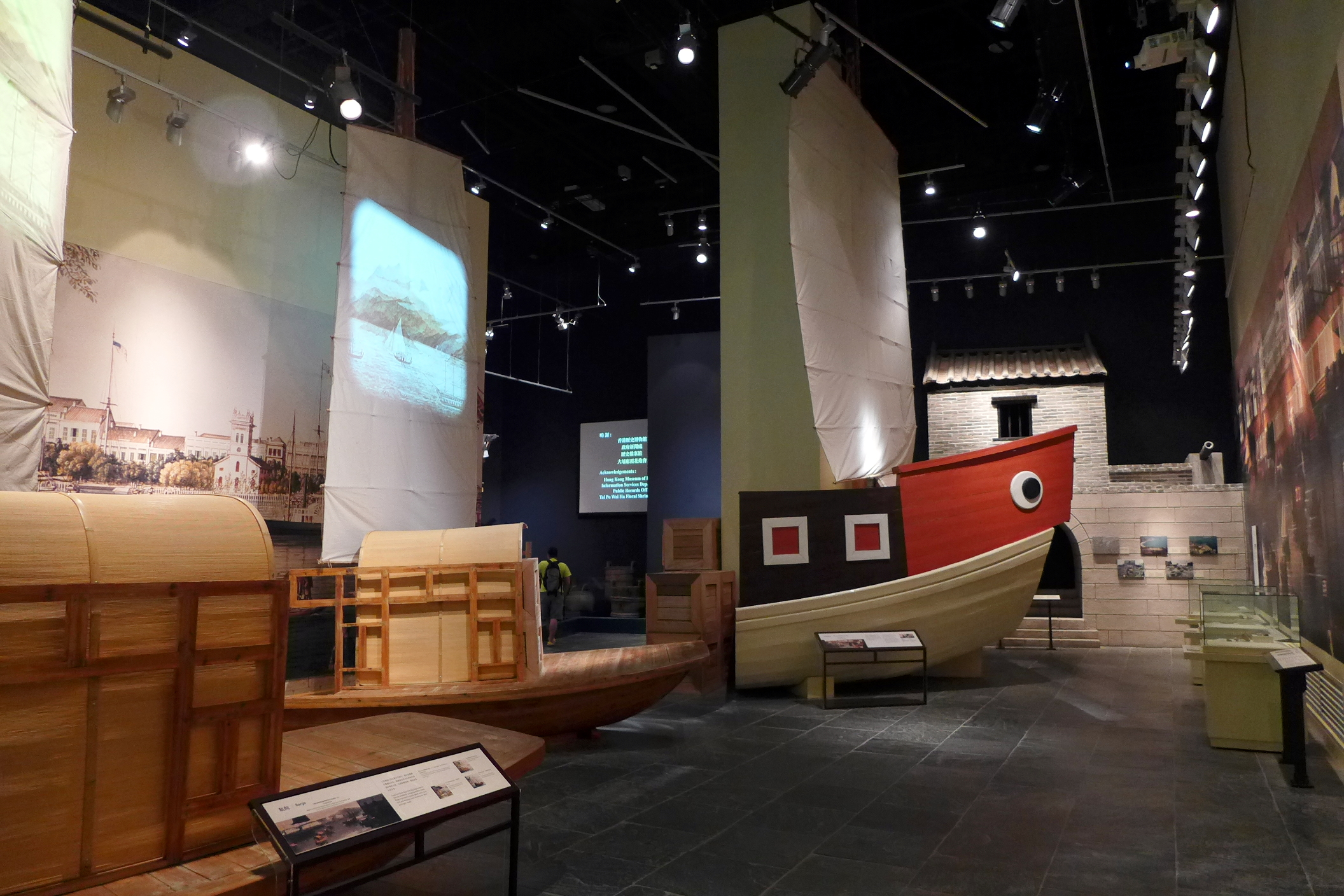
新界文物館「漁家掠影」

### 專題展覽廳
專題展覽館在不同時間推出多元化的展覽主題。曾經展出的節目包括：
| 展覽名稱                                            | 展覽日期                        |
| --------------------------------------------------- | ------------------------------- |
| 家：春秋                                            | 2000年12月17日 - 2001年10月2日  |
| 萬壽無疆─乾隆八旬賀壽                               | 2000年12月17日 - 2001年3月15日  |
| 未來的生活藝術                                      | 2000年12月17日 - 2001年2月28日  |
| 藝術+01: 數碼藝術的探索                             | 2000年12月17日 - 2001年2月28日  |
| 中國傳統木版印刷藝術                                | 2000年12月17日 - 2001年10月2日  |
| 香港漫畫世界                                        | 2000年12月17日 - 2001年10月2日  |
| 中學生創作展優異作品社區美術展                      | 2001年4月3日 - 2001年4月26日    |
| 花樣的年華 ─ 關蕙農家族捐贈文物展                   | 2001年5月18日 - 2001年11月12日  |
| 拉闊印象 ─ 版畫藝術變奏                             | 2001年5月18日 - 2001年8月31日   |
| 書畫緣 ─ 方召𪊲的藝術                               | 2001年7月24日 - 2001年8月12日   |
| 海報的魅力 ─ 香港國際海報三年展                     | 2001年10月31日 - 2002年4月29日  |
| 大自然印記                                          | 2001年10月17日 - 2002年11月25日 |
| 筆墨前奏 ─ 趙少昂寫生及繪畫                         | 2001年10月24日 - 2002年11月25日 |
| 藝影春秋 ─ 香港藝術攝影1900 ─ 2000                  | 2001年12月8日 - 2002年5月26日   |
| 銀裝盛彩 ─ 中國少數民族服飾                         | 2001年12月19日 - 2002年3月17日  |
| 粵劇花旦王芳艷芬                                    | 2002年10月9日 - 2003年4月7日    |
| 陳幼堅─生活的藝術                                   | 2003年7月6日 - 2003年10月27日   |
| 港飲港食                                            | 2003年9月17日 - 2004年4月26日   |
| 亞洲拼圖 ─ 第十八屆亞洲國際美術展覽會               | 2003年12月10日 - 2004年3月8日   |
| 四寶獻瑞：圓明園生肖頭像展                          | 2004年1月10日 - 2004年1月25日   |
| 建─香港精神紅白藍                                   | 2004年11月17日 - 2005年4月18日  |
| 絲路珍寶─新疆文物大展                               | 2005年12月21日 - 2006年3月19日  |
| 三星閃爍 金沙流采 ─ 神秘的古蜀文明                  | 2007年6月6日 - 2007年9月9日     |
| 產品‧ 設計‧生活                                     | 2006年11月26日 - 2007年6月25日  |
| 歌潮‧汐韻－香港粵語流行曲的發展                     | 2007年11月11日 - 2008年8月4日   |
| 生活佩飾 珠寶演繹                                   | 2008年5月17日 - 2009年2月16日   |
| 兒童樂園 ─ 羅冠樵的藝術世界                         | 2008年7月13日 - 2009年3月2日    |
| 古代奧林匹克運動會 — 大英博物館奧運珍藏展           | 2008年8月3日 - 2008年11月24日   |
| 戲台上下—香港戲院與粵劇                             | 2008年10月19日 - 2009年5月18日  |
| 中國非物質文化遺產展                                | 2008年12月21日 - 2009年2月16日  |
| 梨園生輝─唐滌生與任劍輝                             | 2009年12月20日 - 2010年9月27日  |
| 彼思動畫25年                                        | 2011年3月28日 - 2011年7月11日   |
| 獅子山下‧掌聲響起‧羅文                              | 2011年12月21日 - 2012年7月30日  |
| 天風舊夢 ─ 高奇峰師徒作品展                         | 2012年4月18日 - 2013年9月16日   |
| 畢加索 ─ 巴黎國立畢加索藝術館珍品展                 | 2012年5月19日至7月22日          |
| 《西蜀天工》：四川非物質文化遺產（技藝）展覽        | 2012年6月15日 - 2012年6月21日   |
| 禮重情隆：回歸賀禮精選                              | 2012年6月20日 - 2013年2月25日   |
| 俄羅斯藝術展─法貝熱 --- 俄羅斯宮廷遺珍              | 2013年2月6日至4月29日           |
| 吉卜力工作室場面設計手稿展‧高畑勲與宮崎駿動畫的秘密 | 2014年5月14日至8月31日          |
| 敦煌─說不完的故事                                   | 2014年11月28日至2015年3月16日   |
| 嶺南獨秀 — 紀念趙少昂誕辰一百一十周年展覽           | 2015年5月23日至2015年9月7日     |
| 海外藏珍 — 舊金山亞洲藝術博物館藏趙少昂作品展       | 2015年5月23日至2015年9月7日     |
| 時間遊人                                            | 2015年4月11日至2015年9月28日    |
| 潛行.夢空間                                         | 2015年6月3日至2015年9月28日     |
| 聲藝永存．向林家聲致敬                              | 2015年9月9日至2015年11月2日     |
| 祝福的印記 ─ 傳統童服裏的故事                       | 2015年12月18日至2016年3月21日   |
| 他鄉情韻──克勞德‧莫奈作品展                         | 2016年5月4日至2016年7月11日     |
| 宮囍 — 清帝大婚慶典                                 | 2016年11月30日至2017年2月27日   |
| 羅浮宮的創想——從皇宮到博物館的八百年                | 2017年4月26日至2017年7月24日    |
| 敦煌韻致－饒宗頤教授之敦煌學術藝術展                | 2017年5月24日至2017年9月18日    |
| 八代帝居 ─ 故宮養心殿文物                           | 2017年6月30日至2017年10月15日   |
| 彼思動畫30年：家＋友‧加油！                         | 2017年11月18日至2018年3月5日    |
| 李永銓「玩‧物‧作」設計展                            | 2018年6月9日至2018年9月24日     |
| 數碼敦煌—天上人間的故事                             | 2018年7月11日至2018年10月22日   |
| 香港電台 《光影流聲─香港公共廣播九十年》            | 2018年11月7日至2019年2月25日    |
| 港彩流金：二十世紀香港彩瓷                          | 2018年12月19日至2019年3月18日   |
| 百物看世界 ─ 大英博物館藏品展                       | 2019年5月18日至2019年9月9日     |
| 聖耀皇權 ─ 俄羅斯皇家珍品展                         | 2021年5月29日至2021年8月29日    |
| 敦煌 ─ 千載情緣的故事                               | 2022年8月24日至2022年11月21日   |
| 滄海一聲笑—黃霑                                     | 2024年7月17日 - 2025年2月10日   |
| 藏域梵珍．佛學之路 — 徐氏藝術基金捐贈佛教文物展     | 2024年10月30日 - 2026年10月26日 |

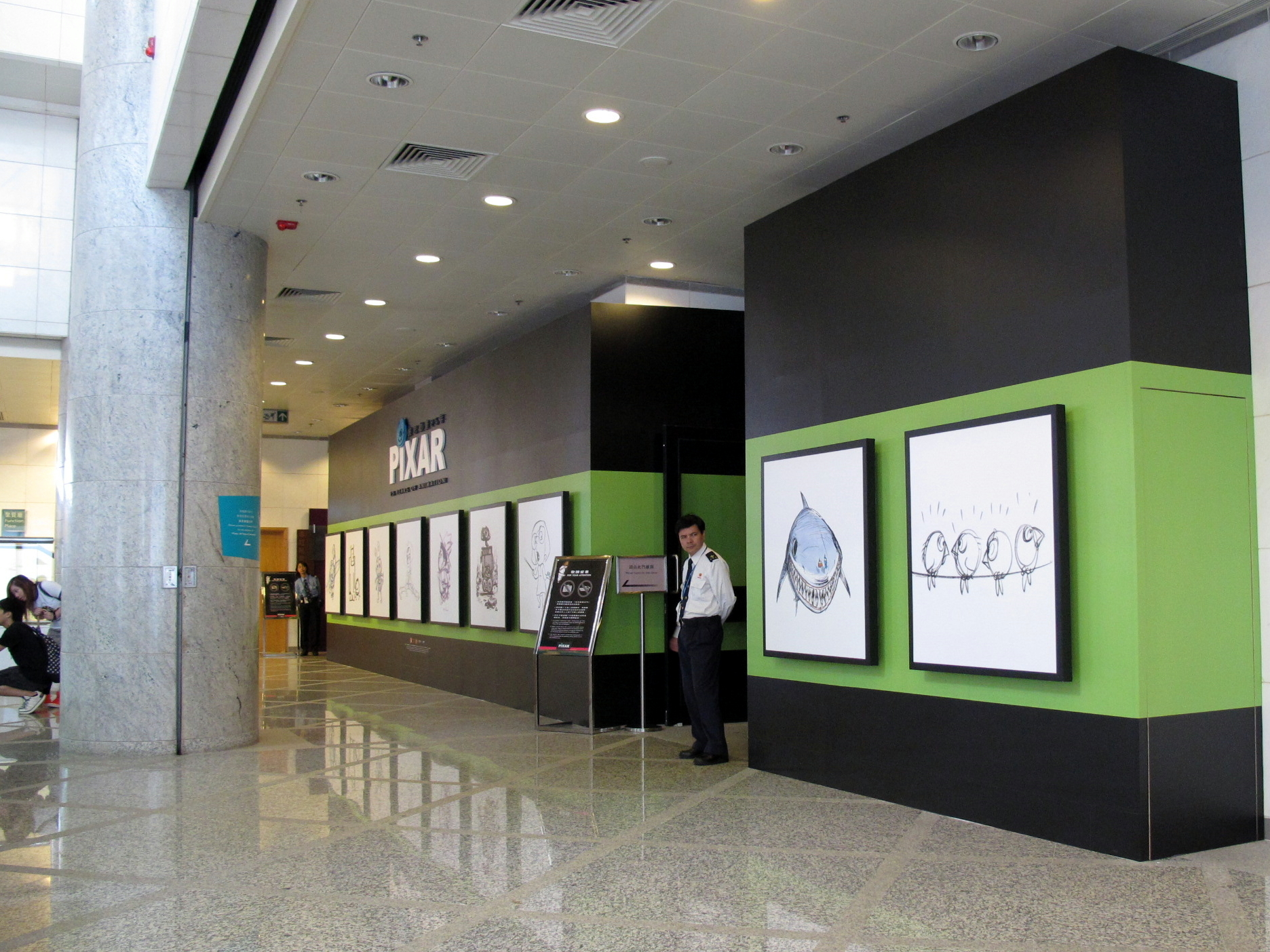
2011年彼思動畫25年
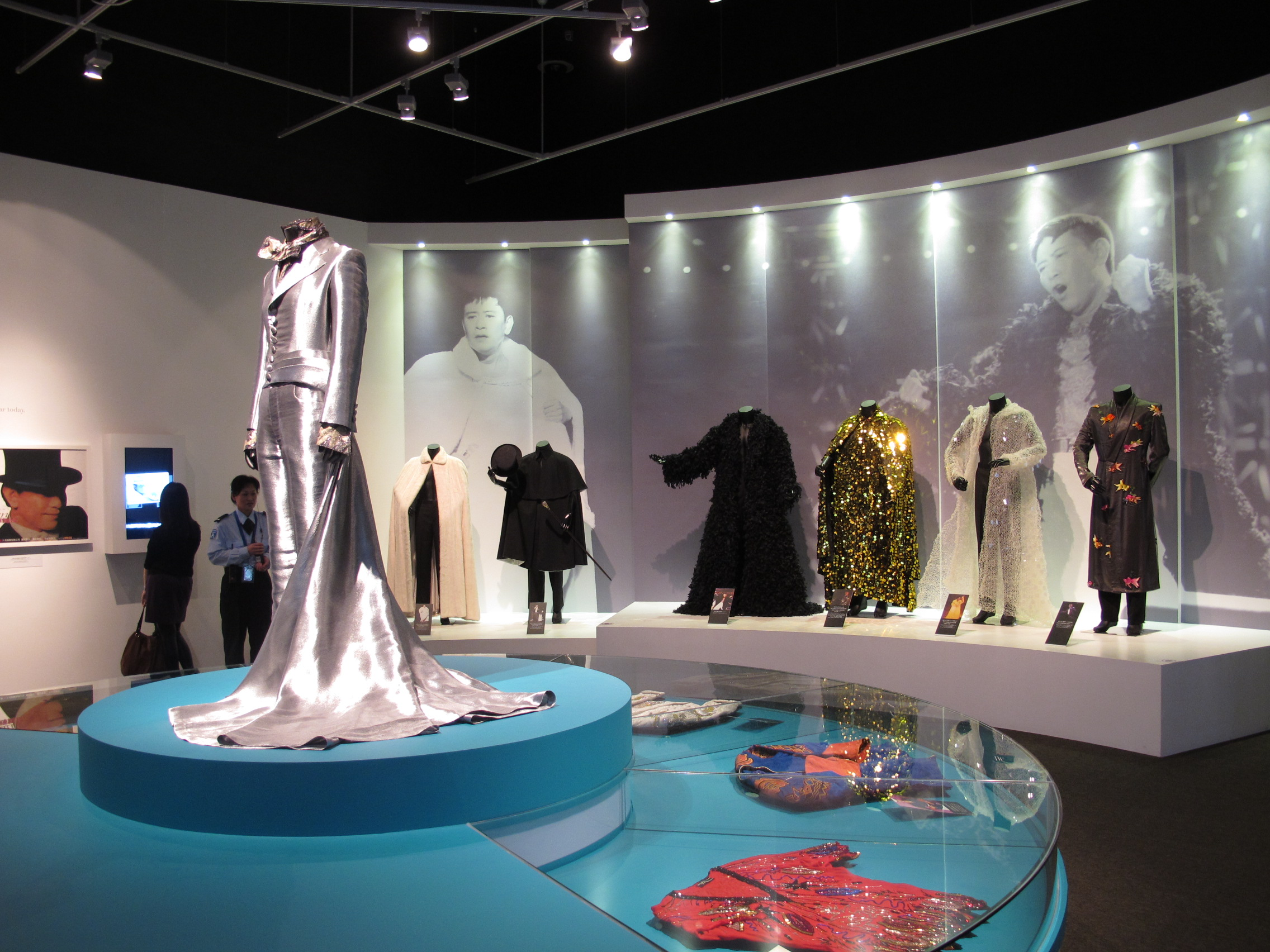
2012年「獅子山下‧掌聲響起‧羅文」展覽
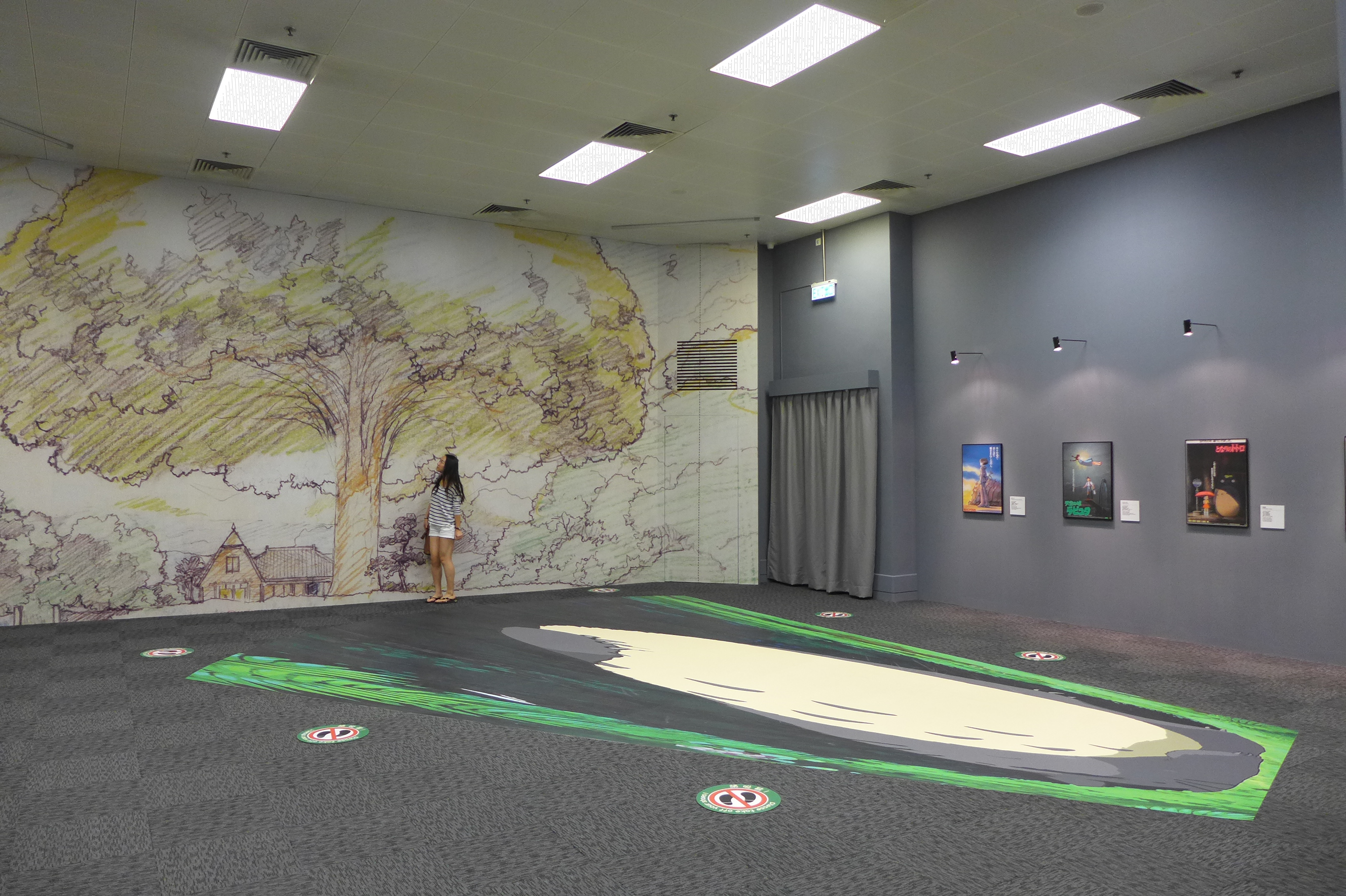
2014年「吉卜力工作室場面設計手稿展․高畑勲與宮崎駿動畫的秘密」展覽，吸引達43萬人參觀
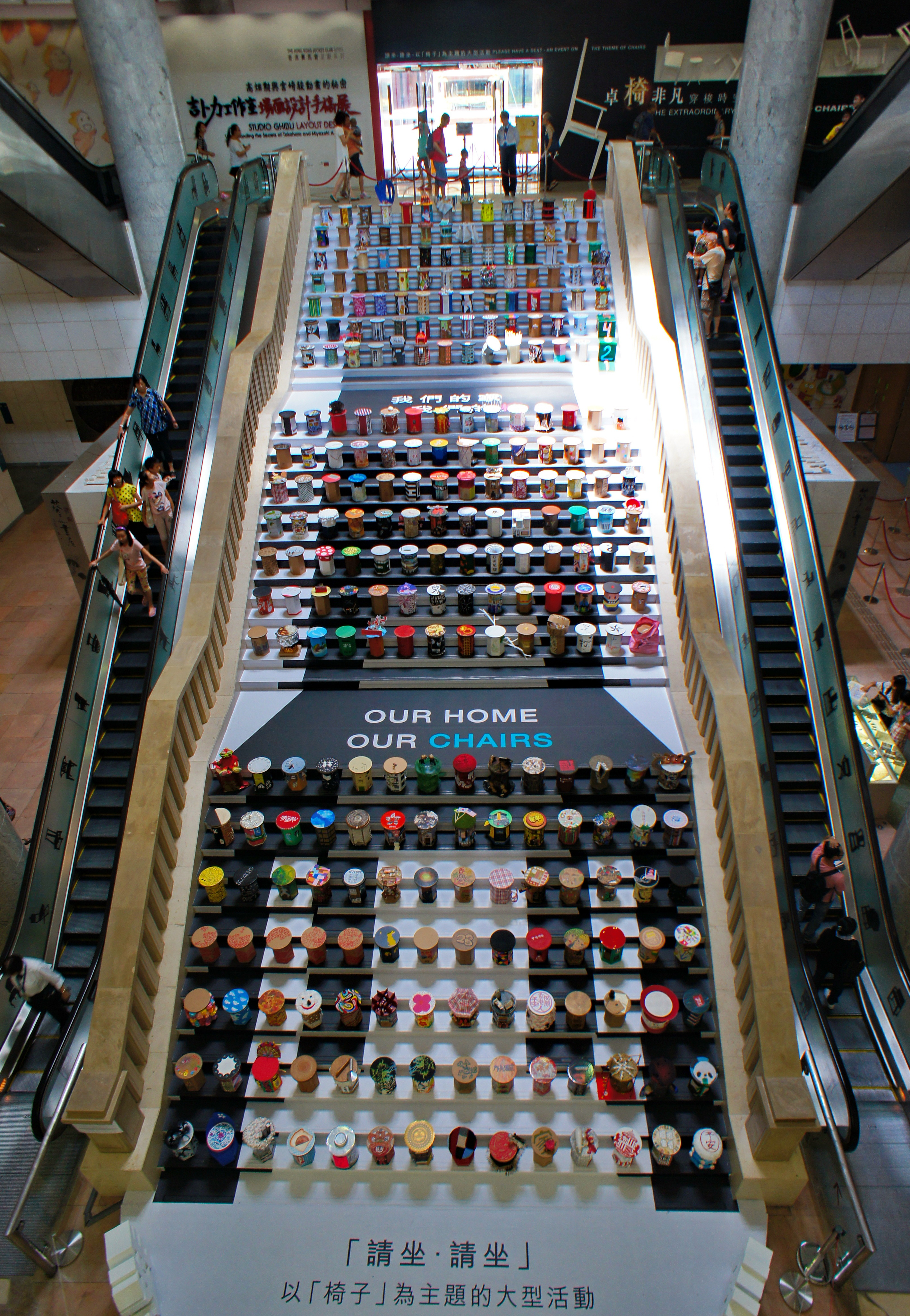
香港文化博物館於2014年的一項以「椅子」為題的活動，在大堂展示三百張創意無限的椅子。
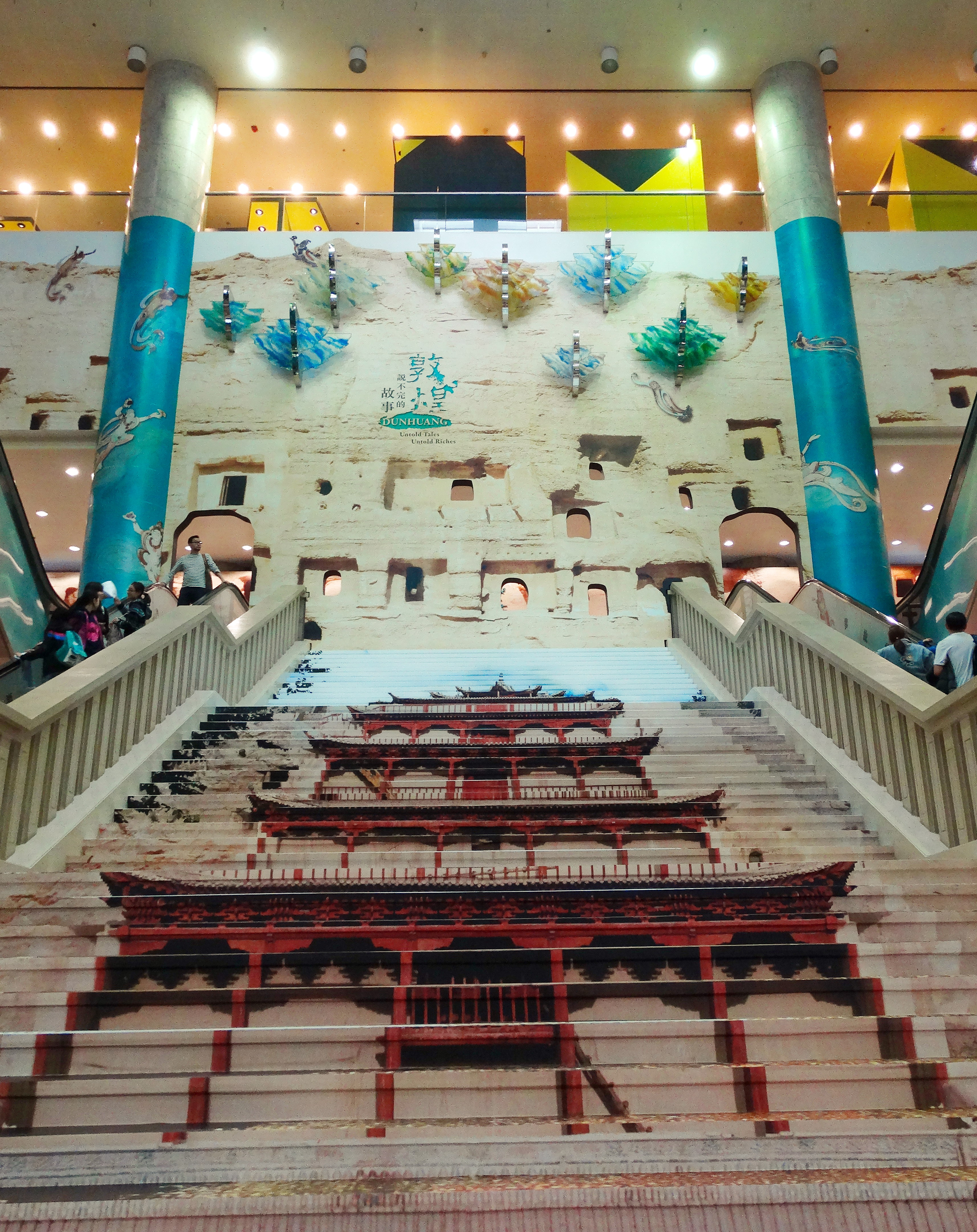
2014年「敦煌 ─ 說不完的故事」的大堂佈置
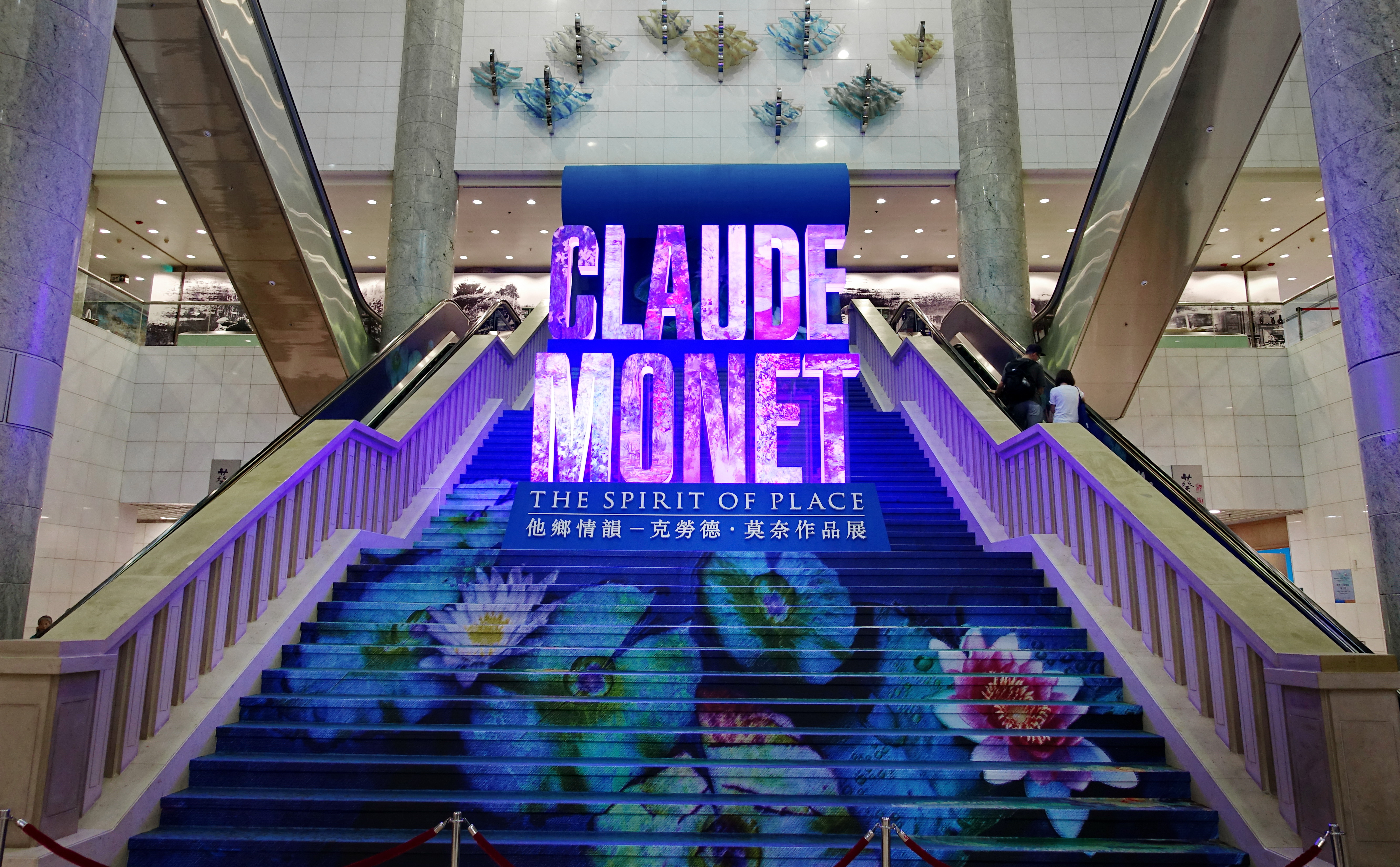
2016年「他鄉情韻 — 克勞德‧莫奈作品展」的大堂佈置
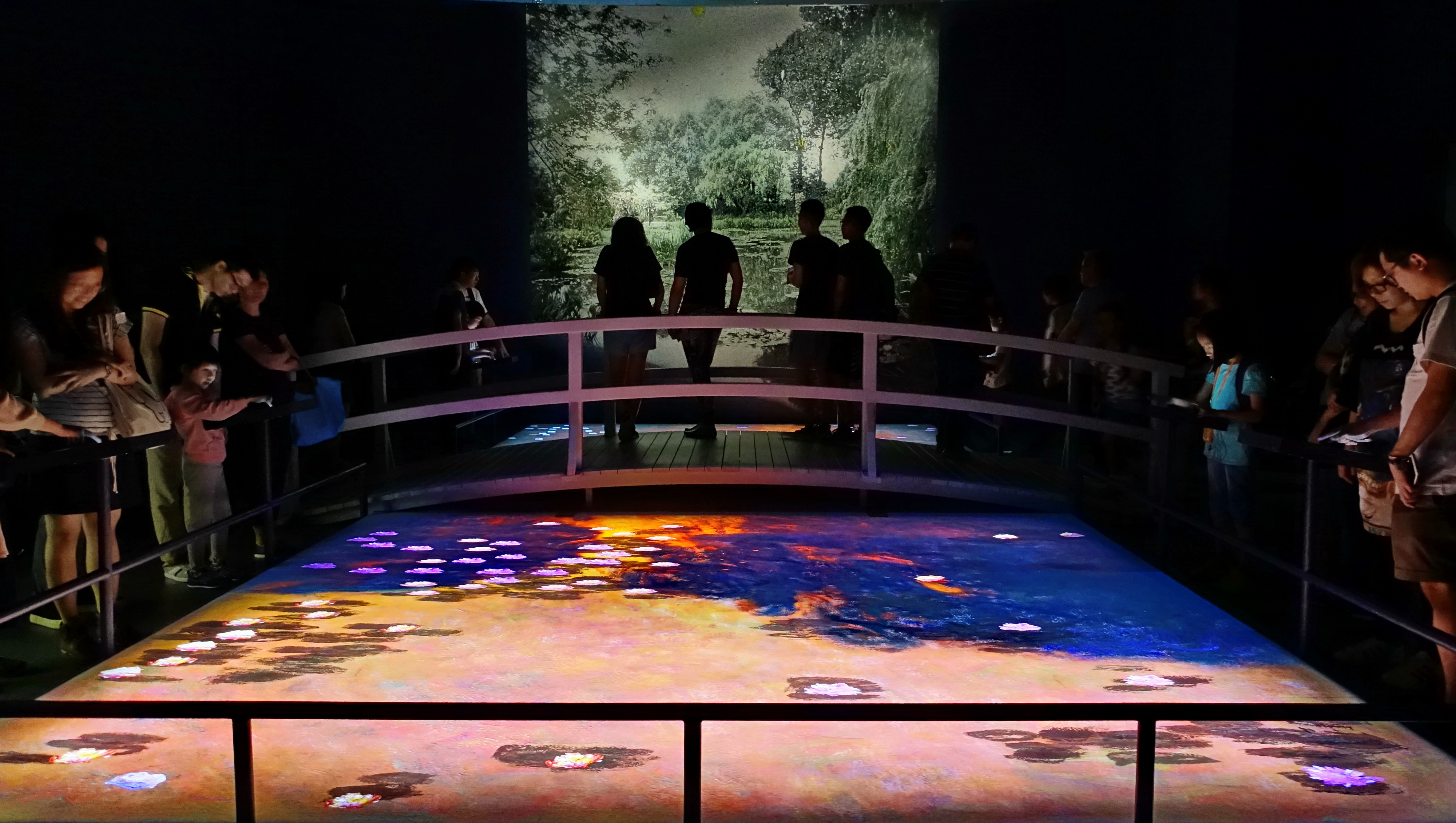
2016年「他鄉情韻 — 克勞德‧莫奈作品展」中的日式『水園』互動專區，觀眾可透過平板電腦，建設屬於自己的睡蓮池塘。

## 非物質文化遺產組
2004年11月香港特別行政區政府確認《保護非物質文化遺產公約》適用於香港，隨著《公約》於2006年4月生效，特區政府於同年在香港文化博物館內成立非物質文化遺產組，以執行《公約》要求的具體工作。按《公約》第12條規定積極籌劃進行全港性非物質文化遺產普查，以制訂一份香港非物質文化遺產清單。並於2008年7月成立非物質文化遺產諮詢委員會，就進行非物質文化遺產普查向政府提供意見。

## 開放時間
- 星期一、星期三至五：10:00-18:00
- 星期六、日及公眾假期：10:00-19:00
- 聖誕節前夕及農曆新年前夕：10:00-17:00
- 逢星期二（公眾假期除外）、農曆年初一、初二：全日休館

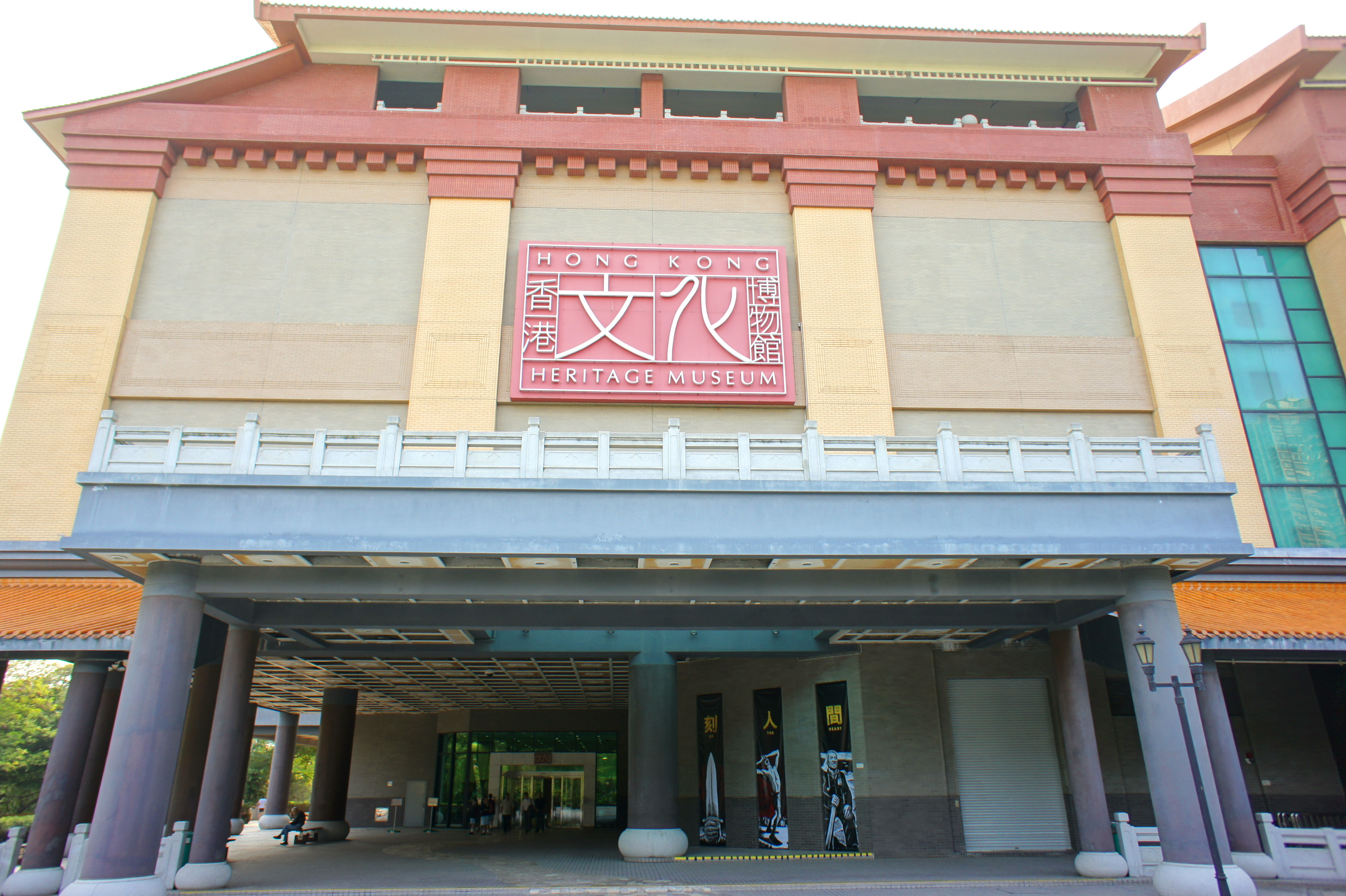
香港文化博物館側門入口

## 入場費
- 常設展覽

常設展覽於2016年8月1日起免費開放。
專題展覽則需另外收費。
- 博物館通行證

凡購買博物館通行證的參觀者，於博物館通行證有效期內可無限次參觀康樂及文化事務署轄下博物館的常設及專題展覽（特定的專題展覽除外）。

## 地址
- 香港新界沙田文林路1號

## 外部連結
- 香港文化博物館
  - 香港「非物質文化遺產」的初步研究